# Scopula claudata
Scopula claudata là một loài bướm đêm trong họ Geometridae.